# Paul Tracy
Paul Tracy (Scarborough, Ontario, Canadá; 17 de diciembre de 1968) es un piloto de automovilismo canadiense. Compitió en 17 temporadas de la CART World Series, obteniendo 31 victorias y 75 podios. Resultó campeón en 2003, tercero en 1993, 1994 y 1999, cuarto en 2004 y 2005, quinto en 1997 y sexto en 1995. Su mejor resultado en las 500 Millas de Indianápolis fue segundo en 2002.

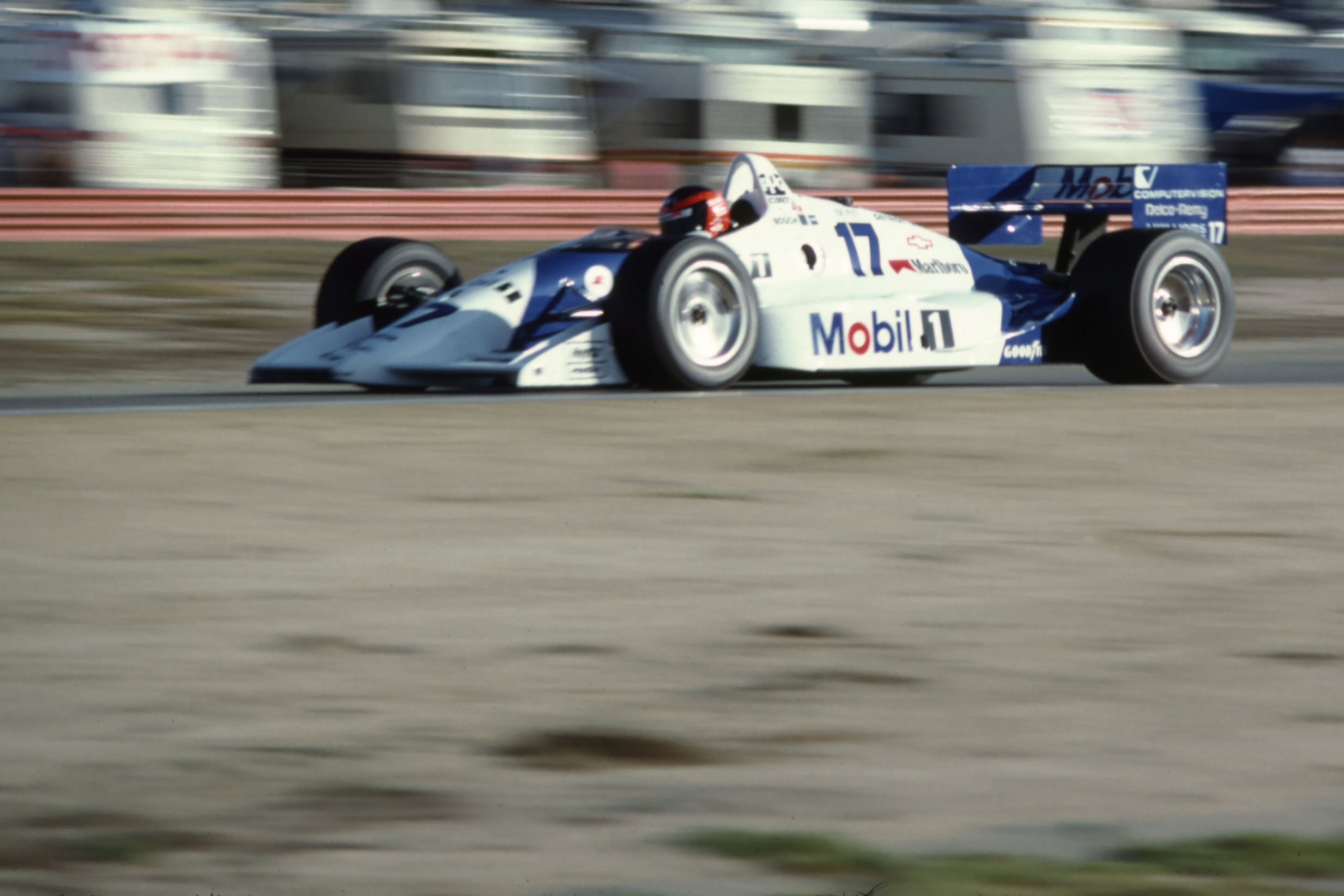
Debut de Paul Tracy en la CART (Laguna Seca 1991).

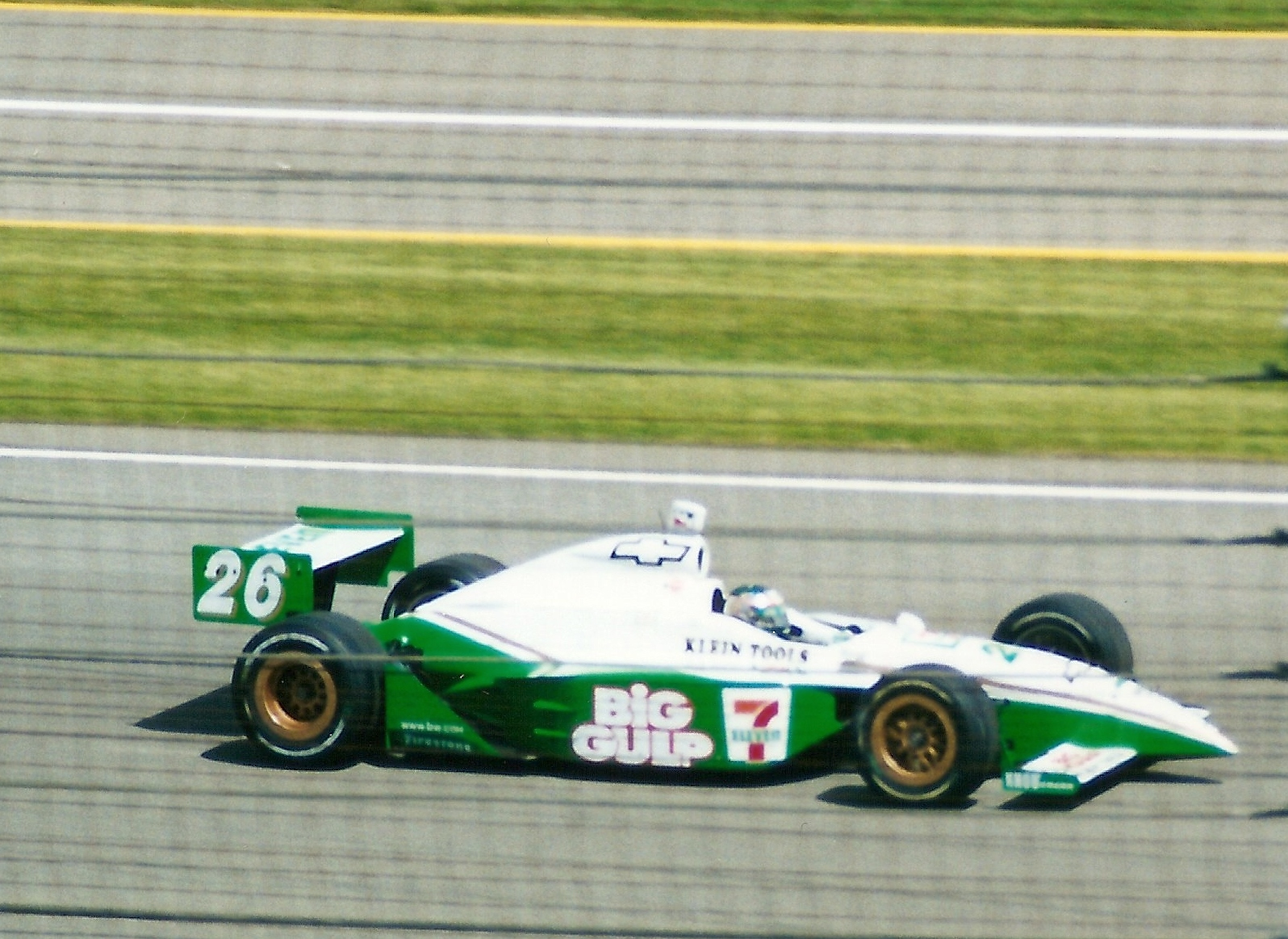
Paul Tracy en las 500 Millas de Indianápolis de 2002.

## Inicios en el automovilismo
Luego de iniciarse en el karting, Tracy fue campeón 1985 de la Fórmula Ford Canadiense. A los 17 años de edad se convirtió en el piloto más joven en ganar una carrera de la CanAm. Desde 1988 hasta 1990 compitió en la Indy Lights, conquistando el título en el último año con nueve victorias en catorce carreras. En 1991 debutó en la CART World Series en Long Beach, y luego no logró clasificar para las 500 millas de Indianápolis.

## CART: Penske y Newman/Haas (1991-1997)
A mitad de la temporada 1991, Tracy se convirtió en piloto de pruebas de Penske Racing y participó de tres fechas, con un séptimo puesto en Nazareth como mejor resultado. Pese a acordar participar en unas pocas fechas de la temporada 1992, terminó corriendo en 11 de las 16 fechas en sustitución de un lesionado Rick Mears. Obtuvo dos segundos puestos, un tercer lugar y una cuarta colocación, quedando 12º en el clasificador final.
En su primera temporada completa en la CART (1993), Tracy ganó cinco fechas (Long Beach, Cleveland, Toronto, Road America y Laguna Seca), terminó segundo en una y tercero en dos, por lo cual resultó tercero por detrás de los excampeones de Fórmula 1 Nigel Mansell y Emerson Fittipaldi. En 1994, venció en tres competencias (Detroit, Nazareth y Laguna Seca) y obtuvo dos segundos lugares y tres terceras colocaciones adicionales, de manera que quedó en la tercera posición final por detrás de sus compañeros de equipo Fittipaldi y Al Unser Jr., en esa misma temporada fue piloto de pruebas del equipo Benetton en la Fórmula 1.
Tracy pasó a Newman/Haas Racing para la temporada 1995. Triunfó en Surfers Paradise y Milwaukee Mile y consiguió tres segundos puestos, pero ocho abandonos lo relegaron a la sexta colocación final. En 1996 retornó a Penske pero le fue aún peor: consiguió apenas un tercer puesto y un cuarto, concluyendo el año en 13.eɽ lugar. Al año siguiente combinó un segundo puesto en la fecha inaugural y una racha de tres victorias antes de promediar el certamen (Nazareth, Jacarepaguá y Gateway) con cinco abandonos en las cinco últimas fechas, con lo cual el canadiense concluyó en quinta posición.

## CART: Green (1998-2002)
Team Green fichó a Tracy y el británico Dario Franchitti para la temporada 1998 de la CART. Sus mejores resultados ese año fueron tres quintos puestos y finalizó en 13.eɽ lugar. En 1999, consiguió dos victorias en Milwaukee y Houston, tres segundas colocaciones y dos terceros lugares, y quedó tercero en la tabla final tres Juan Pablo Montoya y Franchitti. El canadiense alternó tres victorias (Long Beach, Road America y Vancouver) y tres terceros puestos con ocho abandonos en 2000 y quedó quinto.
Luego de arrancar la temporada 2001 con dos auspiciosos terceros puestos y un cuarto, Tracy sufrió una racha de cinco abandonos consecutivos. Luego consiguió un nuevo cuarto puesto pero, combinado con cinco abandonos más, el canadiense resultó 14º. Volvió a vencer en 2002 (Milwaukee) y obtuvo un segundo puesto y dos terceros, pero 10 abandonos en 19 carreras le significaron un 11º puesto final. Ese mismo año corrió las 500 millas de Indianápolis. Cerca del final de la carrera, adelantó al líder, Hélio Castroneves, al mismo tiempo que se desplegaba una bandera amarilla; Castroneves fue declarado vencedor.

## Champ Car: Forsythe (2003-2008)
Con la categoría sufriendo la crisis de las punto con varios equipos imitaron a Penske Racing y partieron en 2003 para el certamen rival, la IndyCar Series, entre ellos los exitosos Chip Ganassi Racing y Team Green. Tracy se mantuvo en la Champ Car al unirse al equipo Forsythe Racing. Con siete triunfos, dos tercero puestos y un tercer en 19 fechas, Tracy derrotó a sus dos compañeros de equipo (Michel Jourdain Jr. y Patrick Carpentier) y los dos pilotos de Newman/Haas Racing (Bruno Junqueira y Sébastien Bourdais) y obtuvo el campeonato.
En 2004, Newman/Haas se mostró imbatible y Tracy debió conformarse con dos triunfos (Long Beach y Vancouver), un segundo puesto y un tercer y concluir la temporada en cuarta posición. RuSport se acercó al nivel de Forsythe en 2005, y Tracy finalizó el año en cuarta colocación por detrás de los dos Newman/Haas y el piloto de RuSport Justin Wilson, con dos victorias (Milwaukee y Cleveland), dos segundas posiciones y tres terceros puestos.
Tracy probó competir en tres fechas de la Busch Series, tras lo cual desistió de pasar a la NASCAR. Forsythe perdió rendimiento en 2006, lo que le significó a Tracy tres segundos puestos y dos cuartos como mejores resultados, y una séptima posición final. Tras quebrarse una vértebra en un choque del Gran premio de Long Beach de 2007, que le impidió de participar de la fecha siguiente, la última temporada para la Champ Car le significó a Tracy una victoria en Cleveland y un tercer puesto en Las Vegas; quedó finalmente 11º. En 2008 llegó 11º en la carrera de despedida de la Champ Car, el Gran Premio de Long Beach.

## IndyCar Series
Como Forsythe no pasó a la IndyCar luego de que la Champ Car desapareciera, Tracy quedó sin butaca estable. Vision Racing contrató a Tracy para disputar el Gran Premio de Edmonton de 2008 (la única fecha canadiense del certamen), en el cual quedó cuarto. En 2009 participó de una fecha para A.J. Foyt y cinco para KV Racing, con un arribo en sexto en Edmonton y uno en séptimo en Mid-Ohio como mejores resultados. No logró clasificar para las 500 millas de Indianápolis de 2010 para KV. Con ese mismo equipo corrió las dos fechas canadienses, llegando sexto en Edmonton. Además, disputó tres fechas para Dreyer & Reinbold, sin poder arribar entre los diez primeros en ninguna.
El equipo Dragon puso en pista a Tracy en cuatro fechas de 2011. Sus mejores resultados fueron un 12.º y un 13.º en las dos mangas de Texas. Asimismo, disputó las 500 millas de Indianápolis para Dreyer & Reinbold, donde llegó a meta 25º.